# Saillon
Saillon é uma comuna da Suíça, situada no distrito de Martigny, no cantão de Valais. Tem 13,74 km² de área e sua população em 2018 foi estimada em 2.618 habitantes.